# Samarinovac (Negotin)
Pour les articles homonymes, voir Samarinovac.
Samarinovac (en serbe cyrillique : Самариновац) est un village de Serbie situé dans la municipalité de Negotin, district de Bor. Au recensement de 2011, il comptait 363 habitants.

## Démographie

### Évolution historique de la population
| 1948 | 1953 | 1961 | 1971 | 1981  | 1991  | 2002 | 2011 |
| ---- | ---- | ---- | ---- | ----- | ----- | ---- | ---- |
| 906  | 935  | 908  | 990  | 1 011 | 1 021 | 464  | 363  |

|  |